# INS Rahav
INS Rahav è un sottomarino israeliano classe Dolphin.
Costruito in Germania e varato a Kiel, è giunto nel porto di Haifa nel 2013, per entrare in servizio tre anni dopo, nel gennaio 2016.